# Salinas Valley State Prison
Salinas Valley State Prison är ett delstatligt fängelse för manliga intagna och är belägen i den nordvästra delen av staden Soledad i Kalifornien i USA. Den ligger utmed motorvägen U.S. Route 101 och granne med ett annat fängelse Correctional Training Facility. Fängelset förvarar intagna som  är klassificerade för någon av säkerhetsnivåerna låg, hög och maximal. Den är också speciellt utformad för intagna med funktionshinder. Salinas Valley har en kapacitet på att förvara 2 452 intagna men för den 27 april 2022 var det överbeläggning och den förvarade 2 892 intagna.
Fängelset invigdes den 1 maj 1996. Den byggdes för att kunna uppfylla de åtkomstkrav som var i den federala lagen Americans with Disabilities Act of 1990.